# Portret Filipa Dobrego
Portret Filipa Dobrego – obraz namalowany przez Rogiera van der Weydena. Przykład malarstwa portretowego w Niderlandach doby późnego gotyku. Obraz powstał po 1450 r. Znajduje się w zbiorach Musée des Beaux-Arts, w Dijon.
Jest to portret wykonany na desce dębowej techniką olejną. Ma wymiary 31 × 23 cm
Na ciemnopurpurowym neutralnym tle została ukazana en trois quartes postać księcia. Swój wzrok kieruje zdecydowanie przed siebie. Artysta skupił uwagę na twarzy o ciemnych oczach, dużym nosie i pełnych ustach. Jej wyraz mówi o arystokratycznej postawie, pełnej dumy i wyniosłości, co nadaje portretowi reprezentacyjny charakter. Głowę ma nakrytą tzw. chaperonem, ubrany jest w ciemny jednolity strój, co mocno akcentuje elementy jego biżuterii – dwa naszyjniki – jeden skromny, z krzyżem, drugi bogato zdobiony z Orderem Złotego Runa. W złożonych rękach trzyma zawinięty rulon pergaminu.
Za czasów działalności Rogiera van der Weyden księstwo Burgundii ze stolicą w Dijon było pod panowaniem silnych władców wywodzących się z arystokracji. W skład jej wchodził kwiat ówczesnej elity m.in. Filip II Śmiały, Jan bez Trwogi, Filip Dobry czy Karol Śmiały. Artysta w swoich najlepszych latach życia przyjmował liczne zamówienia od przedstawicieli dworu, przede wszystkim z bezpośredniego kręgu Filipa Dobrego, zaś ten portret świadczy, iż sam książę, który był zleceniodawcą przede wszystkim Jana van Eycka, docenił talent młodszego niderlandzkiego artysty.
Obraz jest jedną z kilku wersji i replik portretu Filipa III, wykonanego przez artystę i jego bezpośredni krąg.